# John Temple Leader
John Temple Leader (Putney, 7 maggio 1810 – Firenze, 1º marzo 1903) è stato un politico inglese.

## Biografia
Nato nella villa paterna di Putney Hill, il 7 maggio 1810, John Temple Leader era il figlio minore di William Leader, un commerciante di Londra, membro Whig del Parlamento, eletto prima per il distretto di Camelford e poi per quello di Winchelsea . John Temple Leader entrò nella Charterhouse School nel 1823, ma la lasciò poco dopo per studiare con un tutore privato, il Rev. Patrick Smyth. Con lui il giovane intraprese una serie di viaggi alla volta dell'Irlanda, la Norvegia e la Francia. La morte accidentale a Oxford del fratello maggiore William, nel febbraio 1826, lo rese erede della maggior parte della grande fortuna di famiglia, di cui entrò in possesso alla morte del padre il 13 gennaio 1828. 
Il 12 febbraio 1828 Leader si immatricolò come "Gentleman Commoner" (studente accademico pagante, non emerito) nel Christ Church College di Oxford. Qui incontrò e conobbe James Robert Hope Scott, W. E. Gladstone e Sir Stephen Glynne, compagni di escursioni archeologiche. Nel periodo dei suoi studi ad Oxford, il giovane Leader continuò i suoi viaggi e nel luglio del 1830 si trovò in vacanza a Parigi, dove tentò di partecipare alla rivoluzione di luglio. A Parigi, tramite l'amico di suo padre Henry Brougham, conobbe importanti politici liberali. Leader non si laureò e dopo aver lasciato Oxford entrò in politica. 

### Vita politica
Leader si schierò dalla parte dell'ala avanzata dei radicali e nel gennaio 1835 fu eletto membro del parlamento per il distretto di Bridgwater. Alla Camera lavorò soprattutto con George Grote e William Molesworth dei Philosophical Radicals, e sostenne la Carta del popolo del 1838 . Durante il suo primo mandato appoggiò la risoluzione di Grote a favore del voto segreto. John Arthur Roebuck lo trovava un politico utile, sebbene frivolo. Altri amici del partito si lamentarono del fatto che i suoi discorsi politici fossero troppo aspri. 
Nel maggio 1837 Leader abbandonò il seggio per servire l'ufficio delle Chiltern Hundreds, al fine di contestare Westminster in un'elezione contro Sir Francis Burdett . Avendo abbandonato i principi radicali, Burdett si era dimesso dal seggio e chiedeva ai suoi elettori di rivotarlo di nuovo come conservatore. Leader venne sconfitto, ottenendo 3052 voti contro 3567, ma rinnovò la sua candidatura alle elezioni generali di agosto, quando il suo avversario era Sir George Murray, e venne eletto con 3793 contro 2620. Fu rieletto nel luglio 1841 e rimase il rappresentante di Westminster fino allo scioglimento nel 1847. Egli continuò a sostenere il cartismo e il radicalismo. Il 2 maggio 1842 approvò la mozione di Thomas Duncombe "che i firmatari della Carta nazionale venissero ascoltati al tavolo della Camera". Nella stessa seduta (18 febbraio) egli sostenne la mozione di Charles Pelham Villiers per l'abrogazione delle leggi sul mais . Il 13 febbraio 1844 parlò a favore delle libertà del Canada, unendosi a Roebuck per la sua difensiva. Non si conoscono altre sue audizioni alla Camera. 

### Nella società
Durante la sua permanenza alla Camera, Leader era un personaggio di spicco nella società londinese, e allargò le sue conoscenze in occasione dei suoi viaggi in Italia e in Francia. Nel 1836 entrò a far parte del Reform Club, di cui fu membro a vita. Nel febbraio 1837, come discepolo di Brougham e Grote, fu ammesso al primo consiglio della nuova London University, e, nello stesso mese, presiedette una cena per Thomas Wakley, alla quale parteciparono Daniel O'Connell, Joseph Hume e altri radicali. 
La sua amicizia con Brougham crebbe, e fu lui il suo unico compagno nell'incidente in carrozza avvenuto il 21 ottobre 1839 vicino a Brougham Hall, nel Cumberland, cui fece seguito l'errata notizia della morte di Brougham. Leader si intratteneva nella sua residenza di Putney e in una casa che affittava in Stratton Street: il suo amico Edward John Trelawny visse a lungo con lui a Putney. Tra gli altri ospiti c'erano Richard Monckton Milnes, Charles Austin e altri visitatori stranieri; vedeva molto a Londra Luigi Napoleone e conosceva Gabriele Rossetti . 

### Ritiro in Francia e in Italia
Nel 1844 Leader si trasferì all'estero, senza dare spiegazioni, e, durante il resto della sua vita, tornò in Inghilterra solo brevemente . All'inizio del suo ritiro all'estero trascorse del tempo a Cannes con il suo amico Brougham. Là nel 1846 entrambi incontrarono Richard Cobden. Come Brougham, Leader acquistò proprietà a Cannes. Successivamente si trasferì a Firenze . 

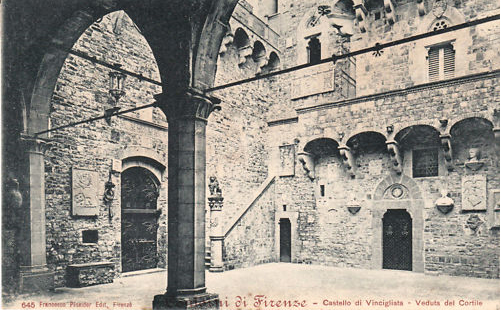
Il cortile del Castello di Vincigliata nel 1901

Leader acquistò vecchi edifici di interesse storico a Firenze e nei dintorni, restaurandoli e riempiendoli di opere d'arte e antichità. Il 16 febbraio 1850 acquistò l'antica Villa Pazzi, nel borgo di Majano, vicino a Firenze. Il 5 marzo 1855 acquistò il castello medievale in rovina di Vincigliata, nel 1857 una casa nella stessa Piazza dei Pitti a Firenze e l'8 aprile 1862 la Villa Catanzaro, sempre a Majano. Tutti questi edifici furono praticamente ricostruiti sotto la sua supervisione. Ciascuna delle due ville a Majano fu ribattezzata in nome di Temple Leader. Il restauro a Vincigliata fu opera di Giuseppe Fancelli, figlio dell'amministratore delle tenute fiorentine di Leader, alla cui formazione come architetto provvedette Leader stesso. La regina Vittoria firmò il libro dei visitatori a Vincigliata il 15 aprile 1888. Leader venne premiato come Cavaliere Commendatore della Corona d'Italia da Vittorio Emanuele II.

### Morte
Leader morì a Firenze, nel suo domicilio di Piazza dei Pitti 14, il 1 marzo 1903, all'età di 92 anni. In tarda età si era convertito alla fede cattolica romana e fu sepolto con rito cattolico. 

### Lasciti
La fortuna di Leader ammontava a 250.000 sterline. Fece lasciti a istituzioni scolastiche e caritative di Firenze, compresi i fondi per il restauro della porta centrale in bronzo del Duomo di Firenze. Il resto delle sue proprietà in Inghilterra e in Italia, inclusa Vincigliata, fu lasciato in eredità al pronipote Richard Luttrell Pilkington Bethell, terzo barone di Westbury . 

### Opere
Nel 1866 John Temple Leader fece pubblicare, per la Tipografia delle Murate di Firenze, il Libro dei nobili veneti, ora per la prima volta messo in luce, in cui elencava in ordine alfabetico tutte le famiglie nobili veneziane e ne ripercorreva la storia. Una biografia di Sir John Hawkwood, intitolata Giovanni Acuto, uscì in italiano a Firenze nel 1889 a nome di John Temple Leader e Giuseppe Marcotti; il libro fu tradotto in inglese da Leader Scott nel 1889. Il secondo libro biografico di Leader, intitolato Life of Sir Robert Dudley, Duke of Northumberland (Firenze, 1895), reca nella prefazione l'assistenza di Leader Scott; una traduzione italiana apparve a Firenze nel 1896. 

### Famiglia
In occasione di una rara visita a Londra, il 19 agosto 1867 Leader sposò, su licenza speciale, Maria Louisa di Leoni, vedova del conte Antonio di Leoni e figlia di Costantino Raimondi. Ella morì a Firenze il 5 febbraio 1906, senza discendenza.